# Monoxenus nigrofasciaticollis
Monoxenus nigrofasciaticollis là một loài bọ cánh cứng trong họ Cerambycidae.